# Bingöl dagi
Bingöl dagi är en utslocknad vulkan i Västarmenien, Turkiet, nordväst om Vansjön, toppen 3.690 meter över havet.
Här upprinner den största källfloden till Aras.